# Buninskaya Alleya
Buninskaya Alleya (in russo:Бунинская аллея) è uno dei due capolinea della Linea Butovskaja, la linea L1 della Metropolitana di Mosca. È stata inaugurata il 27 dicembre 2003.